# Elektromagnetska sila
Elektromagnetska sila (kratica EMS) ili elektromagnetsko međudjelovanje jedno od temeljnih međudjelovanja elementarnih čestica, opisano Maxwellovim objedinjenjem električne i magnetske sile. Primjer je elektrostatička sila između nabijenih čestica koja proizlazi od izmjene virtualnih fotona. Jakost te sile karakterizirana je bezdimenzionalnom konstantom fine strukture, α = 1/137. Ta je jakost, a time i brzina elektromagnetskih procesa, smještena između jakih i slabih međudjelovanja. Na fundamentalnijoj ljestvici energija, dostupnoj modernim ubrzivačima čestica, elektromagnetska sila objedinjena je sa slabom silom u elektroslabu silu. Pritom je kvantna elektrodinamika, kao uspješna teorija elektromagnetskoga međudjelovanja, bila uzorom formulaciji elektroslabe teorije. Elektromagnetska sila je sila kojom elektromagnetsko polje djeluje na električno nabijene čestice. Elektromagnetska sila drži zajedno elektrone i protone u atomima, te atome u molekulama. 

## Povijest
Elektricitet i magnetizam su smatrani dvijema različtim silama. To se razmišljanje promijenilo nakon što je James Clerk Maxwell 1873. objavio Treatise on Electricity and Magnetism u kojem je pokazao da je međudjelovanje pozitivnog i negativnog naboja jedna sila. Iz tih međudjelovanja proizlaze četiri glavna učinka koja su bila jasno pokazana pokusima:
1. Električni naboji se međusobno privlače ili odbijaju silom obrnuto proporcionalnom kvadratu udaljenosti među njima: naboji suprotnog predznaka se privlače a naboji istog predznaka se odbijaju.
2. Magnetski polovi se privlače ili odbijaju na sličan način i uvijek se nalaze u paru: svaki sjeverni pol je vezan južnim polom.
3. Električna struja u žici stvara kružno magnetsko polje oko žice. Smjer polja ovisi o smjeru električne struje.
4. Električna struja je inducirana u petlji žice kad se žica pomiče prema ili od magnetskog polja, ili se magnet pomiče prema ili od žice. Smjer struje ovisi o smjeru pomicanja.

## Pregled
Elektromagnetska sila je jedna od četiri osnovne sile. Ostale fundamentalne sile su: jaka nuklearna sila (koja drži zajedno kvarkove, zajedno s ostatkom jake sile,rezidualnom jakom nuklearnom silom koja na okupu drži nukleone) i tako tvori atomsku jezgru, slaba nuklearna sila (koja uzrokuje neke oblike radioaktivnog raspada) i sila gravitacije. Sve su ostale sile potječu od ove četiri osnovne sile.
Elektromagnetska sila je odgovorna za praktički sve događaje koji se zbivaju u svakodnevnom životu uz jednu iznimku, gravitaciju. Ugrubo govoreći, sve sile uključene u međudjelovanja između atoma možemo pratiti do elektromagnetske sile koja djeluje na protone i elektrone unutar atoma. To uključuje sile koje smo iskusili "gurajući" ili "vukući" uobičajene materijalne stvari, koje dolaze od unutarmolekularnih sila između pojedinačnih molekula u našim tijelima i onih u objektima. Tu također spadaju kemijski fenomeni, koji nastaju u međudjelovanjima između elektronskih orbitala.

## Konstanta fine strukture
Konstanta fine strukture (oznaka α) je prirodna konstanta, bezdimenzionalna veličina u fizici elementarnih čestica koja opisuje jakost međudjelovanja između električkih nabijenih čestica i fotona. Ona je konstanta vezanja u elektromagnetskim djelovanjima, a određuje finu strukturu (cijepanje spin–staza) u atomskim spektrima. Njezina su definicija i vrijednost:
{\displaystyle \alpha ={\frac {e^{2}}{\hbar \cdot c\cdot \ 4\cdot \pi \cdot \varepsilon _{0}}}=7,297\,352\,5376(50)\times 10^{-3}={\frac {1}{137,035\,999\,679(94)}}}
gdje je:
- e - elementarni naboj;
- ħ = h/2π - reducirana Planckova konstanta;
- c - brzina svjetlosti u vakuumu;
- ε0 - dielektrična permitivnost vakuuma.

Konstantu fine strukture u fiziku je uveo A. Sommerfeld, proširujući Bohrov model atoma uključivanjem relativističkih pojava i eliptičnih staza gibanja elektrona, te kvantizirajući energiju, linearnu i kutnu količinu gibanja. Konstanta fine strukture je važna u teorijskim proračunima i razumijevanju elektromagnetskih međudjelovanja i zračenja te ulazi u matrične elemente različitih elektromagnetskih procesa, određujući njihove udarne presjeke i raspade.